# Newcastle United Football Club
O Newcastle United Football Club, mais conhecido como Newcastle United ou simplesmente Newcastle, é um clube de futebol profissional inglês sediado na cidade de Newcastle upon Tyne, no condado Tyne and Wear. O clube disputa a Premier League, a principal liga de futebol da Inglaterra. Desde a formação do clube em 1892, quando o Newcastle East End absorveu os ativos do Newcastle West End para se tornar o Newcastle United, o clube joga suas partidas em casa no St. James' Park, localizado no centro de Newcastle, e que tem atualmente capacidade para 52.305 pessoas, ostentando quatro conquistas do Campeonato Inglês como as suas mais relevantes.

## Introdução
O clube foi fundado em 1892 após a fusão de dois clubes locais: o Newcastle East End Football Club e o West End Newcastle Football Club. Desde a sua fundação, a equipe sempre jogou as suas partidas no St. James' Park e ganhou por quatro vezes o Campeonato Inglês, seis títulos da Copa da Inglaterra, uma Copa da Liga Inglesa e, o mais relevante, a Taça das Cidades com Feiras.
Suas cores tradicionais são o preto e branco em camisas listradas, com calção e meias pretas. Seus torcedores se auto denominam como o Toon Army. Sua crista tem elementos da cidade brasão de armas, que apresenta dois Cavalos-Marinhos cinza. Antes de cada jogo em casa, a equipe entra em campo com a música (local hero) "Herói local", e "Corridas de Blaydon" também é cantado durante os jogos. O filme de 2005 GOL! - O sonho impossível. Destaca o Newcastle United, e muitos creditam o filme por aumentar a popularidade do clube entre jogadores e fãs.
Newcastle tem uma rivalidade de longa data com as proximidades Sunderland, com o qual contesta o Tyne – Wear derby desde 1898. Além desse, o Middlesbrough, com quem disputa o clássico Tyne–Tees derby.
O clube é membro da Premier League há quase três anos da história da competição, passando 90 temporadas na primeira divisão em maio de 2022, e nunca caiu abaixo da segunda divisão do futebol inglês desde que ingressou na Liga de Futebol Inglês em 1893. O período de maior sucesso do clube ocorreu entre 1904 e 1910, quando eles venceram uma FA Cup e três de seus títulos na Liga. Ainda venceu a Taça das Cidades com Feiras na década de 60, recentemente, o clube foi vice-campeão da Liga ou da FA Cup em quatro ocasiões nos anos 90. Além  de Campeão da Taça Intertoto da UEFA de 2006 Newcastle foi rebaixado em 2009 e novamente em 2016. O clube subiu novamente de divisão na temporada de 2017, retornando à Premier League, como campeão.
Em 2025, o clube voltou a ser campeão nacional novamente, após 70 anos de jejum, ao vencer o Liverpool por 2 a 1 na final da Copa da Liga Inglesa.

## História

### Fundação
O clube foi fundado em dezembro de 1892 pela fusão de duas equipes locais Newcastle East End e West End Newcastle, que anteriormente eram rivais na Liga do Norte, mas depois o West End entrou em dificuldades financeiras, e decidiram fundir-se. O negócio incluiu o contrato de arrendamento do estádio do West End St. James' Park "e vários nomes foram sugeridos para o novo clube, incluindo o Newcastle Rangers e Newcastle City, porém escolheram o nome de Newcastle United.

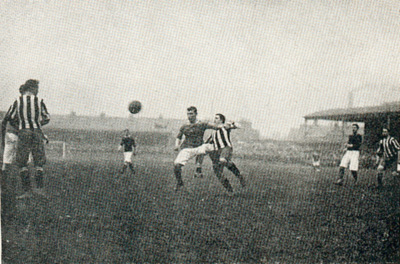
Newcastle competindo contra Woolwich Arsenal em 1906.

### Atingindo o sucesso
O Newcastle United ganhou o Campeonato Inglês em três ocasiões: nas temporadas de 1904–05, 1906–07 e 1908–09. O sucesso do clube continuou em outras competições, tendo chegado a cinco finais da Copa da Inglaterra em sete anos: 1905, 1906, 1908, 1910 e 1911. No entanto ganhou apenas uma delas, a de 1910, vencendo o Barnsley no Goodison Park por 2 a 0. Porém, havia ainda um determinado ponto baixo durante esse período, a equipe sofreu uma derrota por 9 a 1 do Sunderland na temporada de 1908–09.
O clube retornou à final da Copa da Inglaterra em 1924, disputando a final pela segunda vez no Estádio de Wembley. Eles foram bem sucedidos derrotando o Aston Villa por 2 a 0 e, portanto, conquistando pela segunda vez a Copa da Inglaterra.
O Newcastle venceu o Campeonato Inglês pela quarta vez em 1927. Com notáveis jogadores durante esse período, que incluem o capitão Hughie Gallacher, Neil Harris, Stan Seymour e Frank Hudspeth.

### Os anos de glória

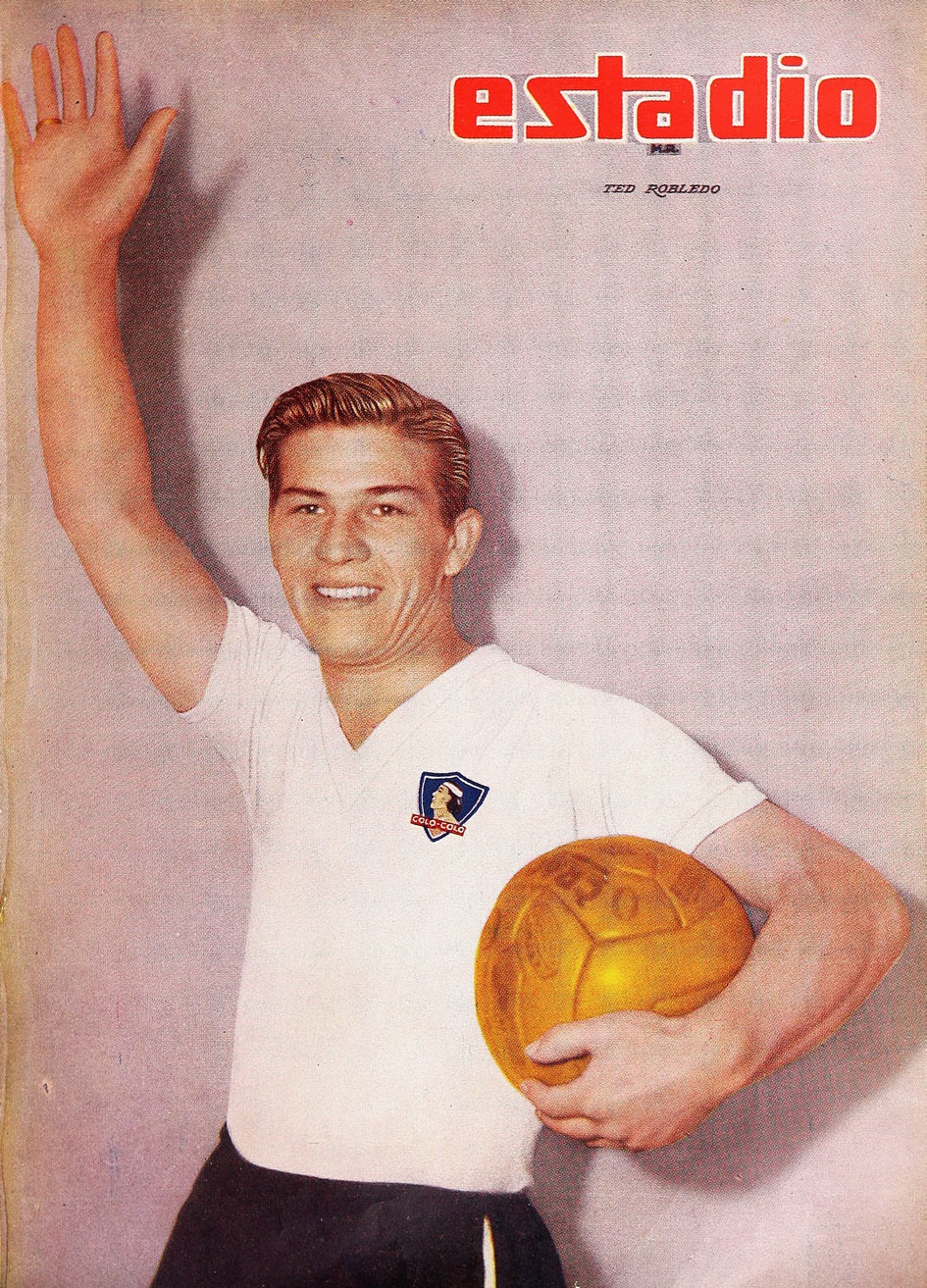
Ted Robledo em 1953; ele jogou na final da Copa da Inglaterra de 1951–52 ao lado de seu irmão, George.

Durante a década de 1950, o Newcastle venceu a Copa da Inglaterra em três ocasiões durante um período de cinco anos. Em 1951, eles derrotaram Blackpool 2 a 0. Um ano mais tarde o Arsenal foi derrotado por 1 a 0 e em 1955 derrotaram o Manchester City por 3 a 1. O Newcastle ganhou uma grande visibilidade e por conseguinte os seus jogadores: ''Wor Jackie' Milburn e 'Bobby Dazzler' Mitchell, em particular. Outros jogadores do time foram Frank Brennan, Ivor Broadis, Len White e galês Ivor Allchurch.
O velho cavalo de guerra Joe Harvey voltou no pós-guerra para revitalizar Newcastle, foi capitão da equipe e o grande motivo do seu sucesso. Harvey associou-se a Stan Seymour para reconstruir o clube e ganharam a Campeonato Inglês da Segunda Divisão em 1965. O Newcastle tornou-se então uma equipe muito imprevisível e inconsistente, sempre capaz de derrotar o melhor, mas nunca conseguiu concretizar todo o seu potencial.
Qualificada para a Europa pela primeira vez em na temporada de 1968–69 surpreendeu a muitos ao vencer a Taça das Cidades com Feiras, (que foi o precursor da Copa da UEFA), batendo o Sporting, Feyenoord, Zaragoza e Rangers no caminho, antes de triunfar contra o Újpest, da Hungria, na final.
Nos anos que se seguiram ao sucesso europeu, Harvey trouxe uma série de artistas talentosos que emocionou a multidão de Newcastle. Jogadores como Jimmy Smith, Tony Green, Hibbitt Terry e, em especial o atacante Malcolm Macdonald. Apelidado de 'Supermac', Malcolm Macdonald foi uma das figuras mais populares do Newcastle e ainda é mantida em alta consideração pelos torcedores. Ele era um goleador impressionante, que levou o Newcastle a duas decisão, em 1974 e 1976, contra o Liverpool na Copa da Inglaterra e Manchester City na Copa da Liga Inglesa, mas em cada ocasião de Newcastle não conseguiu se tornar campeão. Um pequeno consolo era voltar para trás nos triunfos na Copa da Texaco em 1974 e 1975.

### Declínio
No início da década de 1980, o Newcastle caiu drasticamente e foi definhando até à Segunda Divisão. Gordon Lee Harvey era o novo chefe, mas por sua vez, logo deu lugar a Richard Dinnis e Bill McGarry. Mas foi Arthur Cox que comandou o Newcastle em sua volta à Primeira Divisão, com jogadores como Peter Beardsley, Chris Waddle e o ex-capitão da Inglaterra, Kevin Keegan, como focos da equipe. Com jogadores tais como Jack Charlton, McFaul Willie Smith e Jim, e jogadores como Paul Gascoigne, o Newcastle manteve-se no topo até que o time fosse rebaixado mais uma vez, em 1989.

### Convulsão gerencial

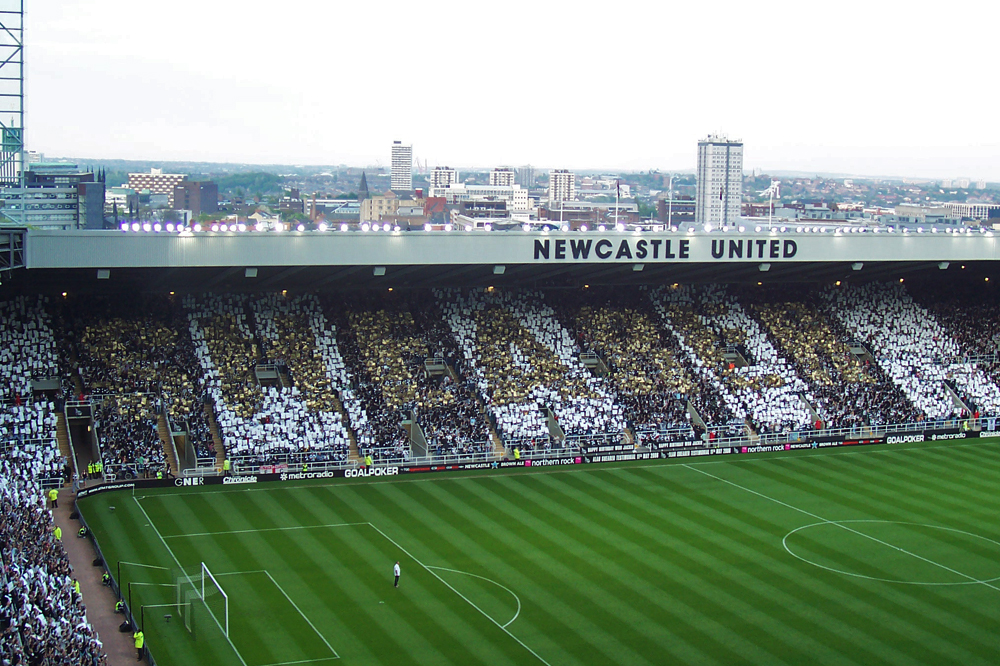
Mosaico na partida de despedida de Alan Shearer, em maio de 2006.

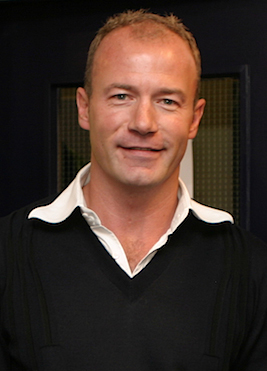
Alan Shearer, o maior goleador da história do clube.

A demissão de Keegan foi um choque no início de Janeiro de 1997; causou muito sofrimento e confusão entre os fãs, embora muitos sentiram que tinha sido logo na temporada 1995–96, após a queda da corrida pelo título. Kenny Dalglish foi nomeado seu sucessor, e guiou o clube na Liga. A sorte entretanto mudou rapidamente após grandes perdas em lesões e no mercado de transferências na temporada de 1997–98, o clube terminou em 11.º no campeonato e não conseguiu vencer a Copa da Inglaterra.
Depois da partida de Kenny no início da temporada 1998–99, Ruud Gullit assumiu o comando da equipe. Apesar das contratações feitas jogador, o clube mais uma vez se classificou para a final da FA Cup, mas não conseguiu vencer. Gullit caiu rapidamente em desacordo com o presidente e Freddie Shepherd na temporada seguinte, forçando desculpas públicas pelo Presidente, e negando divergências com o capitão Alan Shearer. Gullit deixou o clube a oito jogos da temporada 1999–00.
O ex-técnico da Inglaterra Bobby Robson foi apontado como o novo treinador. Seu primeiro jogo em casa no comando foi particularmente memorável e impressionante, com uma vitória por 8 a 0 Sheffield Wednesday. Boas atuações como essas ajudou o clube a garantir a sobrevivência na Premier League, embora na época seguinte a equipe não tenha conseguido se classificar para a Europa. Na temporada 2001–02, o Newcastle conseguiu a qualificação para a Liga dos Campeões depois de terminar em quarto lugar. Na época seguinte, Robson guiou a equipe a um terceiro lugar na Premier League, e consequentemente à fase de grupos da Liga dos Campeões.
A temporada de 2003–04, porém, não foi memorável, tendo o clube saído da Liga dos Campeões nas fases de qualificação, caindo de volta para a Taça UEFA na mesma temporada, e apesar de uma fuga impressionante para as meias-finais, não conseguiu ganhar a Copa e terminou em quinto lugar na Premier League. Na sequência de desentendimentos com os corpos dirigentes e alguns jogadores, a equipe não se qualificou para a Liga dos Campeões. Robson foi despedido.
Graeme Souness foi o seu substituto. A sua nomeação foi motivo de controvérsia entre os fãs em relação ao status de Robson, e houve alguns desentendimentos com o plantel e as altas taxas de transferência dos jogadores, tanto que, em 2004–05 e 2005–06, apesar da contratação do atacante Michael Owen no valor recorde de 17 milhões de libras, não se viu o plantel nos padrões esperados; assim, Souness foi demitido em 2 de fevereiro de 2006, com Glenn Roeder ocupando seu lugar temporariamente. Logo na sua primeira partida no comando da equipe, viu Alan Shearer ultrapassar Jackie Milburn como maior artilheiro do clube. Roeder foi nomeado treinador em tempo integral no final da temporada e orientou a equipe do 15º ao 7º lugar em apenas três meses e meio. Shearer aposentou-se no final da temporada 2005–06, com um total de 206 gols pelo clube.
Apesar de ter terminado a temporada bem, a equipe entrou em declínio na temporada de 2006–07, com Owen, a principal estrela do time, ficando de fora por vários meses devido à uma grave lesão sofrida ainda na Copa do Mundo FIFA de 2006. Por conta dos maus resultados em campo, Glenn Roeder deixou o clube por mútuo consentimento no dia 6 de maio de 2007.

### A era Mike Ashley (2007–2021)

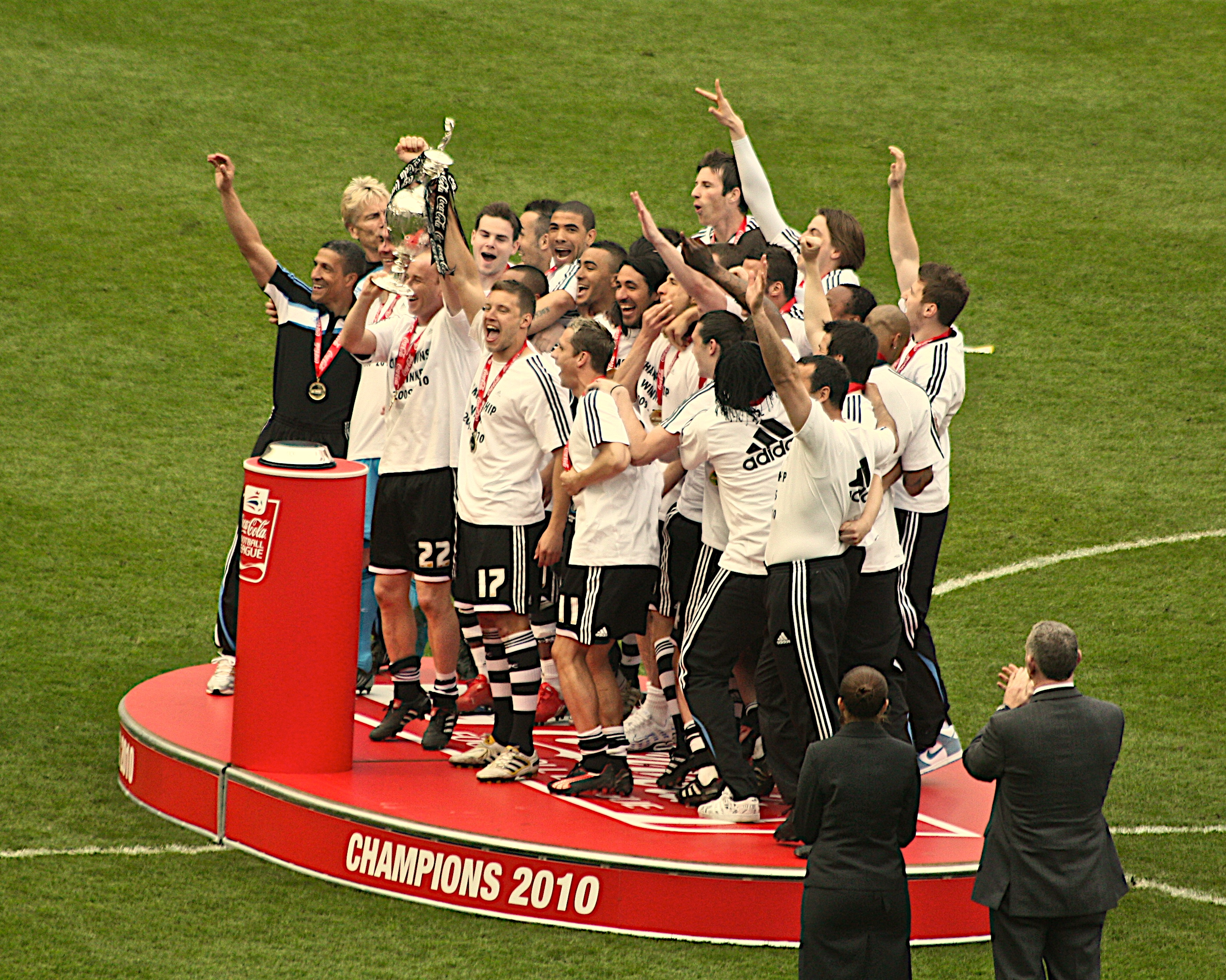
Newcastle campeão da Segunda Divisão em 2009–10, após ter sido rebaixado no ano anterior.

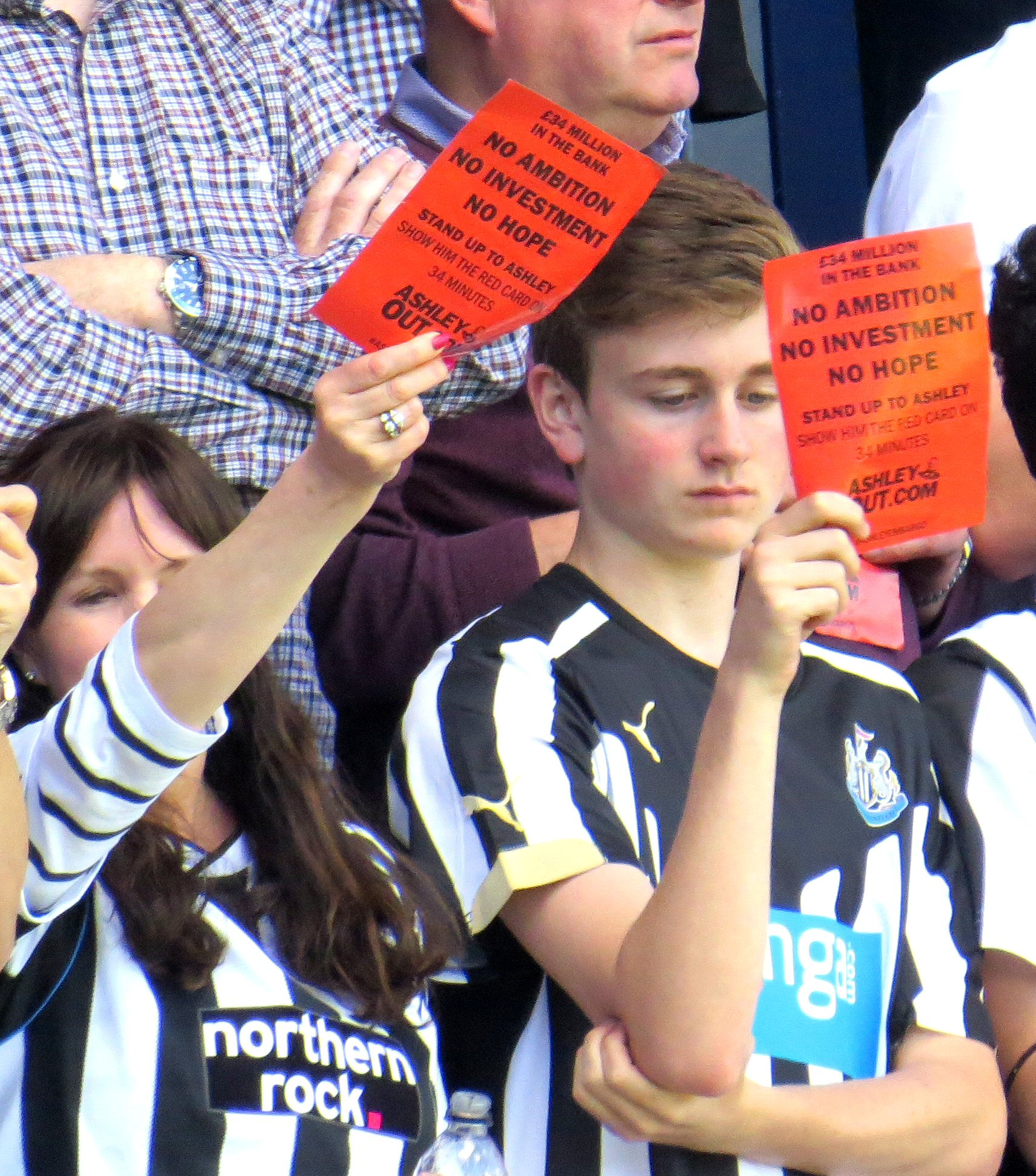
Torcedores do Newcastle fazendo campanha "Mike Ashley Out" em 2015.

Sam Allardyce foi nomeado como sucessor Roeder no dia 15 de maio. Apesar de fazer um início promissor de temporada, uma perda desastrosa para o Derby County e o cancelamento de vários sócios do clubes fizeram Allardyce ser afastado no dia 9 de janeiro de 2008, por mútuo consentimento, depois de menos de oito meses no cargo. Vendeu as suas ações no final do clube em 7 de junho de Mike Ashley, e foi substituído por Chris Mort.
Foi confirmado em 16 de janeiro, Kevin Keegan, que fez uma volta sensacional para Newcastle como gerente, junto veio Dennis Wise como diretor executivo (Futebol), bem como Tony Jimenez como vice-presidente e Vetere Jeff como coordenador técnico. A ideia era concluir um continental-estrutura de gestão do estilo de trabalho de apoio de Keegan. Além disso David Williamson foi nomeado diretor executivo (operações) em abril de 2008. Mort decidiu renunciar ao cargo de diretor executivo e presidente em junho e foi substituído por Derek Llambias.
Após o retorno de Keegan, inicialmente, não correspondeu às expectativas que o clube e passou 8 jogos sem vitória, foi eliminado na Copa da Inglaterra, mas os jogos restantes da temporada, viu a sorte do clube volta e ganhou o suficiente para garantir resultados sobrevivência da Premier League, terminando em 12º. No dia 4 de setembro, Keegan pediu demissão após 232 dias no cargo, afirmando que ele era incapaz de continuar como gerente se o dono não era capaz de controlar o clube.
Em 6 de setembro de 2008, Ashley anunciou que estaria colocando o clube à venda, enquanto que sobre o estado do clube quando ele achou, as limitações financeiras estava sob o seu regime e as mudanças que ele tinha feito para proporcionar uma futuro estável para o clube. No final de dezembro de 2008, Ashley, anunciou que havia fracassado em encontrar um comprador adequado para o clube e retirou a venda.
Entretanto, em fevereiro de 2009, Kinnear foi admitido ao hospital na sequência de relatórios de problemas cardíacos e, posteriormente, submetidos a cirurgia cardíaca. Em um movimento surpresa, em abril de 2009, o ex-capitão do clube Alan Shearer tirou licença de seu jogo do papel do apresentador do dia se tornou a gerente interino do clube, numa tentativa para tentar evitar o rebaixamento.
Apesar da nomeação de Shearer, as três equipes do Nordeste Premier League, Newcastle, Sunderland e Middlesbrough, corriam o risco de rebaixamento com um jogo para jogar em 24 de maio de 2009, ameaçando na Premier League pela primeira vez em 16 anos. Então o Newcastle foi rebaixado ao perder por 1 a 0 ao Aston Villa.
Depois do rebaixamento, o clube foi posto à venda por um preço de 100 milhões de libras. O proprietário Mike Ashley notou que "Tem sido catastróficas para todos. Eu perdi meu dinheiro e eu fiz as decisões terríveis. Agora, quero vendê-lo tão logo eu puder".
Em 27 de outubro de 2009, Ashley anunciar que o clube já não estava à venda, informando que ele havia sido mal sucedido em encontrar um comprador que poderia produzir a prova de fundos, apesar de reduzir o seu preço pedir até R$ 80 milhões. O clube alegou que Ashley iria continuar a investir dinheiro na redução da dívida financeira do clube e teve as melhores intenções para o clube.
O início da temporada de 2009–10 no campeonato, viu o clube começou o Natal com uma vantagem de oito pontos e um recorde defensivo de apenas 12 gols sofridos em 22 jogos. Manager Chris Hughton foi nomeado Gerente do mês de agosto, setembro e novembro.
Após retornar da Segunda Divisão, o Newcastle reestreou na Premier League perdendo de 3 a 0 para o Manchester United.
Na temporada 2011–12, o Newcastle terminou na 5ª posição da Premier League, garantindo assim uma vaga na Liga Europa da UEFA.

### Aquisição pelo Fundo de Investimento Público Saudita
Em 7 de outubro de 2021, o Newcastle anunciou a aquisição do clube por 300 milhões de libras pelo consórcio formado pela PCP Capital Partners, a RB Sports & Media, e liderados pelo Public Investment Fund, fundo estatal administrado pelo governo da Arábia Saudita. As negociações entre clube e o consórcio se iniciaram em abril de 2020. Tal aquisição tornou o Newcastle United um dos clubes mais ricos da Premier League, tendo como acionista majoritário o fundo de investimento público saudita, que possui recursos auferidos em 500 bilhões de dólares, e é controlado pelo príncipe herdeiro Mohammad bin Salman. A compra de um clube de futebol inglês por um fundo ligado à um governo autoritário, levantou críticas pela imprensa e por ONGs de direitos humanos. Segundo estas entidades, a aquisição se tratava da prática de sportswashing, semelhante aos processos de compra do Paris Saint-Germain e Manchester City, que é a utilização do esporte para melhorar a imagem de governos autoritários  perante a comunidade internacional com o intuito de encobrir os abusos aos direitos civis, as perseguições estatais, e os controles da imprensa promovidos por esses países. Dezenove clubes da principal liga inglesa também se mostraram preocupados com a situação, e convocaram uma reunião de emergência para tratar de prováveis riscos à imagem da liga.

### Temporada 2024-25
Após um jejum de 70 anos, o Newcastle conquistou a Copa da Liga Inglesa ao derrotar o Liverpool por 2x1.

## Títulos

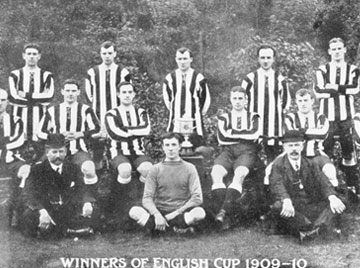
Time campeão da Copa da Inglaterra de 1909–10

| Continentais | Continentais                     | Continentais | Continentais                                          |
|              | Competições                      | Títulos      | Temporadas                                            |
| ------------ | -------------------------------- | ------------ | ----------------------------------------------------- |
|              | Taça das Cidades com Feiras      | 1            | 1968–69                                               |
|              | Taça Intertoto da UEFA           | 1            | 2006                                                  |
| Nacionais    |                                  |              |                                                       |
|              | Competições                      | Títulos      | Temporadas                                            |
|              | Campeonato Inglês                | 4            | 1904–05, 1906–07, 1908–09 e 1926–27                   |
|              | Copa da Inglaterra               | 6            | 1909–10, 1923–24, 1931–32, 1950–51, 1951–52 e 1954–55 |
|              | Copa da Liga Inglesa             | 1            | 2024–25                                               |
|              | Supercopa da Inglaterra          | 1            | 1909                                                  |
|              | Campeonato Inglês - 2ª Divisão   | 4            | 1964–65, 1992–93, 2009–10 e 2016–17                   |
|              | Sheriff of London Charity Shield | 1            | 1907                                                  |

### Campanhas de destaque
- Premier League: vice campeão em 1995–96; 1996–97[8]
- Copa da Inglaterra: vice campeão em 1905, 1906, 1908, 1911, 1974, 1998 e 1999
- Copa da Liga Inglesa: vice campeão em 1976, 2023
- Supercopa da Inglaterra: vice campeão em 1932, 1951, 1952, 1955 e 1996

## Participação do Newcastle em copas europeias
- Taça das Cidades com Feiras (1): 1969[8]
- Copa da UEFA (9): 1968–69, 1969–70, 1970–71, 1977–78, 1994–95, 1996–97, 1999–00, 2003–04 e 2004–05
- Liga dos Campeões da UEFA (3): 1997–98, 2002–03 e 2023–24
- Taça dos Clubes Vencedores de Taças (1): 1998–99

## Elenco atual
Última atualização: 12 de agosto de 2025.

## Treinadores
Abaixo está a lista de treinadores do Newcastle United desde 1930.
| Nome                | País             | De   | Até  |
| ------------------- | ---------------- | ---- | ---- |
| Selection committee | (n/a)            | 1892 | 1930 |
| Andy Cunningham     | Escócia          | 1930 | 1935 |
| Tom Mather          | Inglaterra       | 1935 | 1939 |
| Stan Seymour        | Inglaterra       | 1939 | 1958 |
| George Martin       | Inglaterra       | 1947 | 1950 |
| Doug Livingstone    | Escócia          | 1954 | 1956 |
| Charlie Mitten      | Inglaterra       | 1958 | 1961 |
| Norman Smith        | Inglaterra       | 1961 | 1962 |
| Joe Harvey          | Inglaterra       | 1962 | 1975 |
| Gordon Lee          | Inglaterra       | 1975 | 1977 |
| Richard Dinnis      | Inglaterra       | 1977 | 1977 |
| Bill McGarry        | Inglaterra       | 1977 | 1980 |
| Arthur Cox          | Inglaterra       | 1980 | 1984 |
| Jack Charlton       | Inglaterra       | 1984 | 1985 |
| Willie McFaul       | Irlanda do Norte | 1985 | 1988 |
| Jim Smith           | Inglaterra       | 1988 | 1991 |
| Ossie Ardiles       | Argentina        | 1991 | 1992 |
| Kevin Keegan        | Inglaterra       | 1992 | 1997 |
| Kenny Dalglish      | Escócia          | 1997 | 1998 |
| Ruud Gullit         | Países Baixos    | 1998 | 1999 |
| Sir Bobby Robson    | Inglaterra       | 1999 | 2004 |

| Nome           | País                 | De   | Até  |
| -------------- | -------------------- | ---- | ---- |
| Graeme Souness | Escócia              | 2004 | 2006 |
| Glenn Roeder   | Inglaterra           | 2006 | 2007 |
| Sam Allardyce  | Inglaterra           | 2007 | 2008 |
| Kevin Keegan   | Inglaterra           | 2008 | 2008 |
| Joe Kinnear    | República da Irlanda | 2008 | 2009 |
| Alan Shearer   | Inglaterra           | 2009 | 2009 |
| Chris Hughton  | República da Irlanda | 2009 | 2011 |
| Alan Pardew    | Inglaterra           | 2011 | 2014 |
| John Carver    | Inglaterra           | 2014 | 2015 |
| Steve McClaren | Escócia              | 2015 | 2016 |
| Rafael Benítez | Espanha              | 2016 | 2019 |
| Steve Bruce    | Inglaterra           | 2019 | 2021 |
| Eddie Howe     | Inglaterra           | 2021 |      |